# Bhavsinhji II
Bhavsinhji II (Bhavnagar, 26 aprile 1875 – Bhavnagar, 16 luglio 1919) è stato un principe indiano.
Fu Maharaja Rao di Bhavnagar dal 1896 al 1919.

## Biografia

### I primi anni
Nato il 26 aprile 1875, Bhavsinhji II era il figlio primogenito di Takhtsinhji, maharaja rao di Bhavnagar. Venne educato al Rajkumar College di Rajkot come suo padre. Prestò servizio nel 2º reggimento lancieri di Bombay dell'esercito coloniale britannico e poi nelle forze militari dello stato di Bhavnagar dal 1894 al 1896. Nel 1918, per i servizi resi all'Inghilterra nella prima guerra mondiale, ottenne il grado di tenente colonnello onorario. Il 10 febbraio 1896 venne proclamato principe ereditario con una cerimonia presso il palazzo di Darbargadh a Bhavnagar.

### Il regno

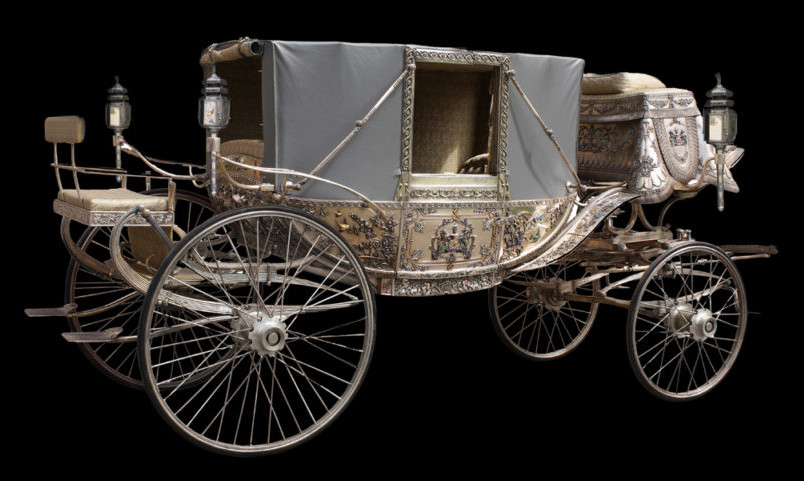
La carrozza in argento commissionata dal maharaja Bhavsinhji nel 1915, oggi esposta nella Khalili Collection of Enamels of the World

Asceso al trono dopo la morte del padre nel 1896, fu un noto monarca progressista e continuò il programma di modernizzazione e sviluppo iniziato da suo padre Takhatsinhji. Durante la prima parte del suo regno, quando lo stato subì la grande carestia del 1900, emanò un codice comportamentale da tenere durante l'emergenza e si recò personalmente in visita nelle parti più colpite del paese, dispensando cibo e aiuti. Come parte delle misure da adottare in casi estremi, abolì le tasse per il periodo dell'emergenza. Fece anche costruire delle riserve d'acqua con filtro per futuri periodi di siccità.
Fu uno dei primi principi indiani ad inaugurare una sorta di parlamento locale che comprendeva contadini, commercianti, rappresentanti dell'amministrazione e possidenti.
Nel 1912 inaugurò la prima Harijan School per la crescita della casta dei Dalit del suo stato, istituendo anche delle borse di studio per permettere agli studenti migliori di proseguire il loro impegno in Inghilterra, Stati Uniti e Giappone, in particolare nel campo della medicina e della scienza.
Nel 1902 fondò la Bhavnagar Darbar Bank per concedere prestiti a contadini, mercanti e commercianti, dando il via anche ad un movimento cooperativo locale. La banca fu fondata da lui personalmente con l'assistenza del primo ministro, Prabhashankar Pattani, e successivamente divenne la State Bank of Saurashtra. Per tutti questi meriti, nel 1904 le autorità inglesi gli riconobbero le insegne di cavaliere commendatore dell'Ordine della Stella d'India.
L'esercito di Bhavnagar venne inviato ad assistere gli inglesi nella prima guerra mondiale. Bhavsinhji e sua moglie organizzarono ed aprirono il Bhavnagar War Hospital nel 1916 con loro fondi personali per curare i soldati feriti che fossero tornati dal fronte.
Per tutta la vita, Bhavsinhji si distinse come studioso dai molteplici interessi. Compose quattro parti del "Sangeet Mala", un trattato di medicina sulle proprietà delle piante indiane, e pubblicò un manuale di farmacia ayurvedica indiana. Pubblicò una propria traduzione dell'Iliade di Omero, patrocinando una composizione di Thomas Macaulay dal titolo Lays of Ancient Rome.
Introdusse anche il sistema tonico sol-fa nella musica indiana.
Morì il 16 luglio 1919 e gli successe sul trono suo figlio, Krishna Kumarasingh Bhavasingh.
Il Sir Bhavsinhji Polytechnic Institute istituito da suo figlio nel 1932, porta il suo nome.

## Matrimonio e figli
Bhavsinhji sposò in prime nozze con Devkunvarba presso Deogarh Baria, dalla quale ebbe quattro figlie. Dopo la morte della prima moglie, si risposò con Nanadkunvarba di Khirasara. Da questo secondo matrimonio ebbe un figlio maschio, Krishna Kumarsinhji Bhavsinhji, nato nel 1912 e suo successore al trono.

## Onorificenze

### Posizioni militari onorarie
| Forza militare      | Unità    | Posizione          | Anno |
| ------------------- | -------- | ------------------ | ---- |
| British Indian Army | Esercito | Tenente colonnello | 1918 |